# Capella de San Blas de la catedral de Toledo
La capella de San Blas dedicada a sant Blai de Sebaste és a la planta baixa de la Catedral de Toledo. S'hi accedeix des del claustre. Fou una obra encarregada per l'arquebisbe Pedro Tenorio a final del segle xiv com a capella funerària per a la seva família i ell mateix. La construcció dona l'impressió que és dissociada del claustre, encara que pels elements arquitectònics i l'estructura interna n'és pràcticament inseparable, com ho demostra el fet que no té cap accés exterior directe. Té unes magnífiques pintures murals d'estil florentí.

## Història

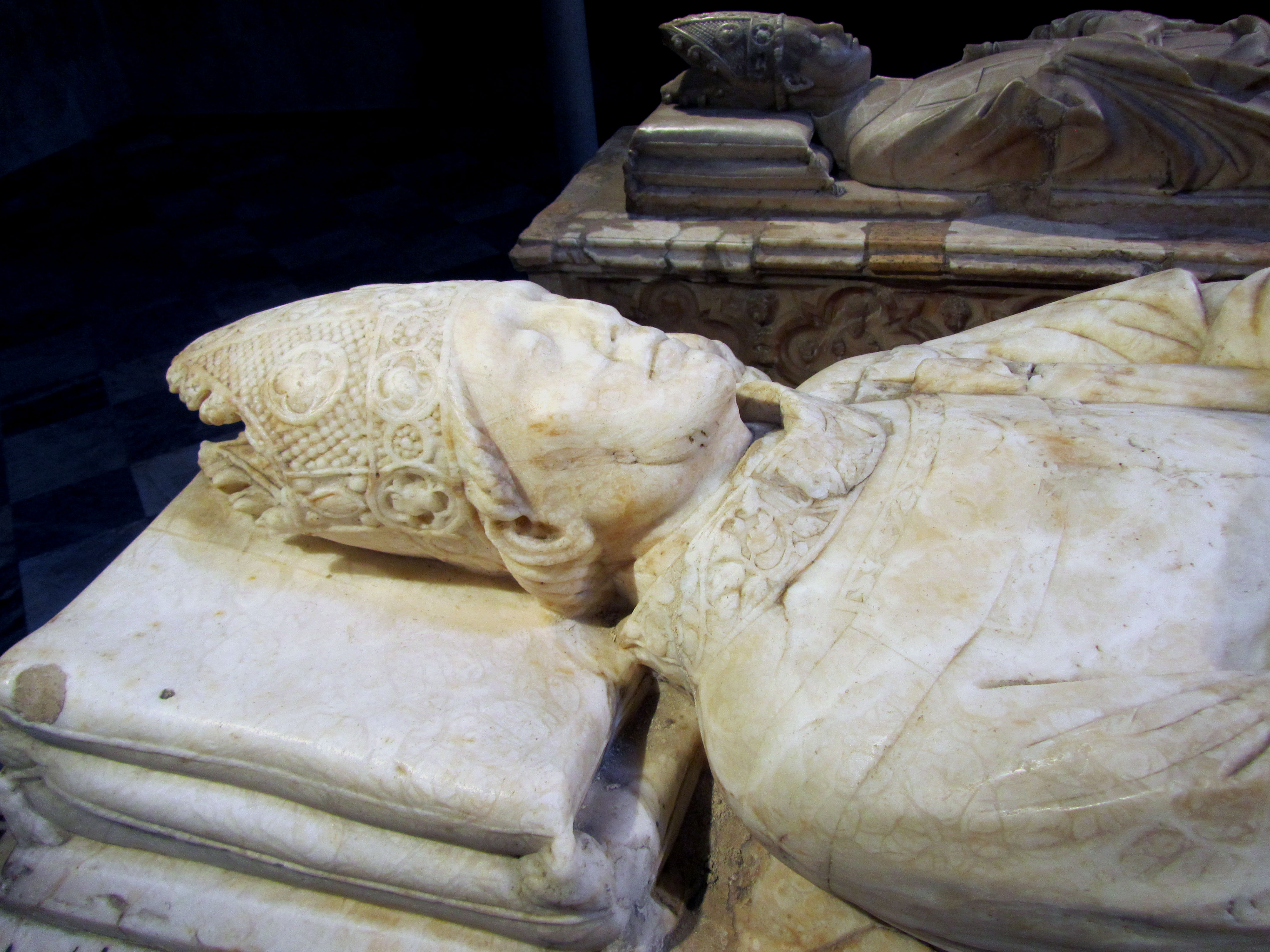
Detall de l'escultura yacent de l'arquebisbe Pedro Tenorio, comitent de la capella.

L'edifici de la catedral no podia ampliar-se més, com que la part nord era al costat del zoco de l'aljama jueva «Alcaná». L'arquebisbe Tenorio va comprar pràcticament tot el barri comercial jueu per a la construcció d'un claustre i va encarregar les obres al mestre Rodrigo Alfonso que, el 1389, va posar la primera pedra. El comitent Pedro Tenorio no les va poder veure acabades, com que va morir deu anys més tard. La funció del claustre de la catedral no havia de ser la monacal —en aquesta època ja no era necessari— però sí que servia per a docència i biblioteques així com per a espai per a capelles funeràries. La més coneguda d'aquestes capelles és la que va fer construir l'arquebisbe Tenorio.
Pocs anys després de començar les obres del claustre, l'arquebisbe va decidir dotar econòmicament una capella per a la seva sepultura, situada a l'angle nord del claustre. La data de la construcció no està coneguda amb claredat. Pels llibres de comptes se sap del cert que a la tardor de 1398 s'hi treballava sobre la volta i a la fi del mateix any es construïa la carcassa. El tancament dels murs va haver de concloure poc abans de la mort de l'arquebisbe Pedro Tenorio. Altres documents, tanmateix, fixen una data —per aproximació— de final de 1397, quan Pedro Tenorio havia atorgat l'escriptura de fundació de la capella. La tercera hipòtesi assenyala que la construcció es va iniciar al mateix temps que el claustre, el 1389. La finalització sí que està datada amb precisió: el 10 de maig de 1399, solament uns dies abans de ser-hi enterrat el fundador.
El destí de la capella i el sant al que seria consagrada es van fixar a la fundació escripturada de 9 de novembre de 1397, Statutum Cappelle Santi Blasii i al testament que l'arquebisbe Tenorio va atorgar poc abans de morir el 4 de novembre de 1398 a Alcalá de Henares. S'hi va determinar les rendes aportades per al sosteniment de la capella, l'obligació que el capítol catedralici es fes càrrec de la gestió i el nomenament de sis capellans per celebrar les misses i memòries i, sens dubte, l'enterrament de l'arquebisbe.

## Descripció

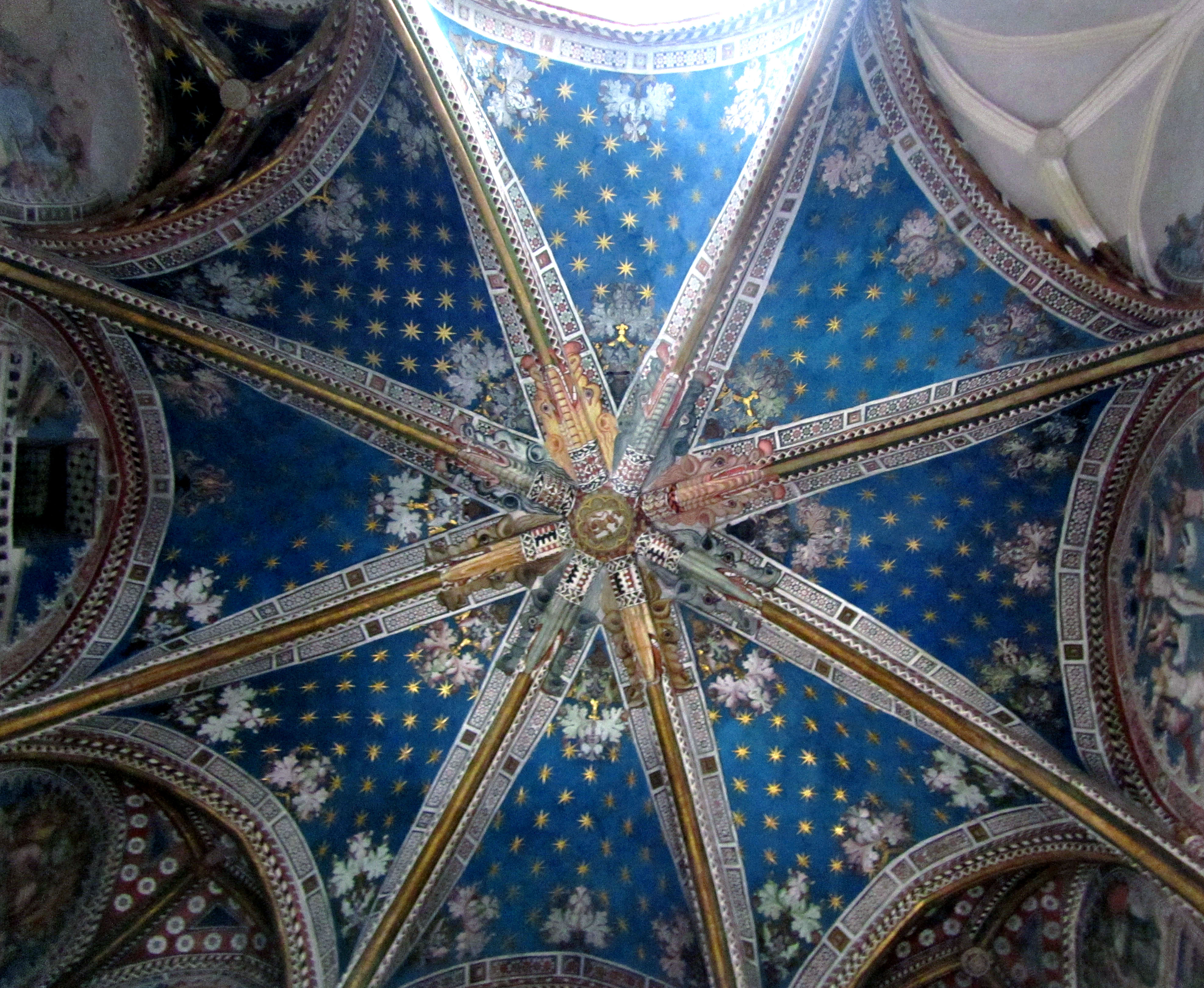
Volta de la capella de San Blas

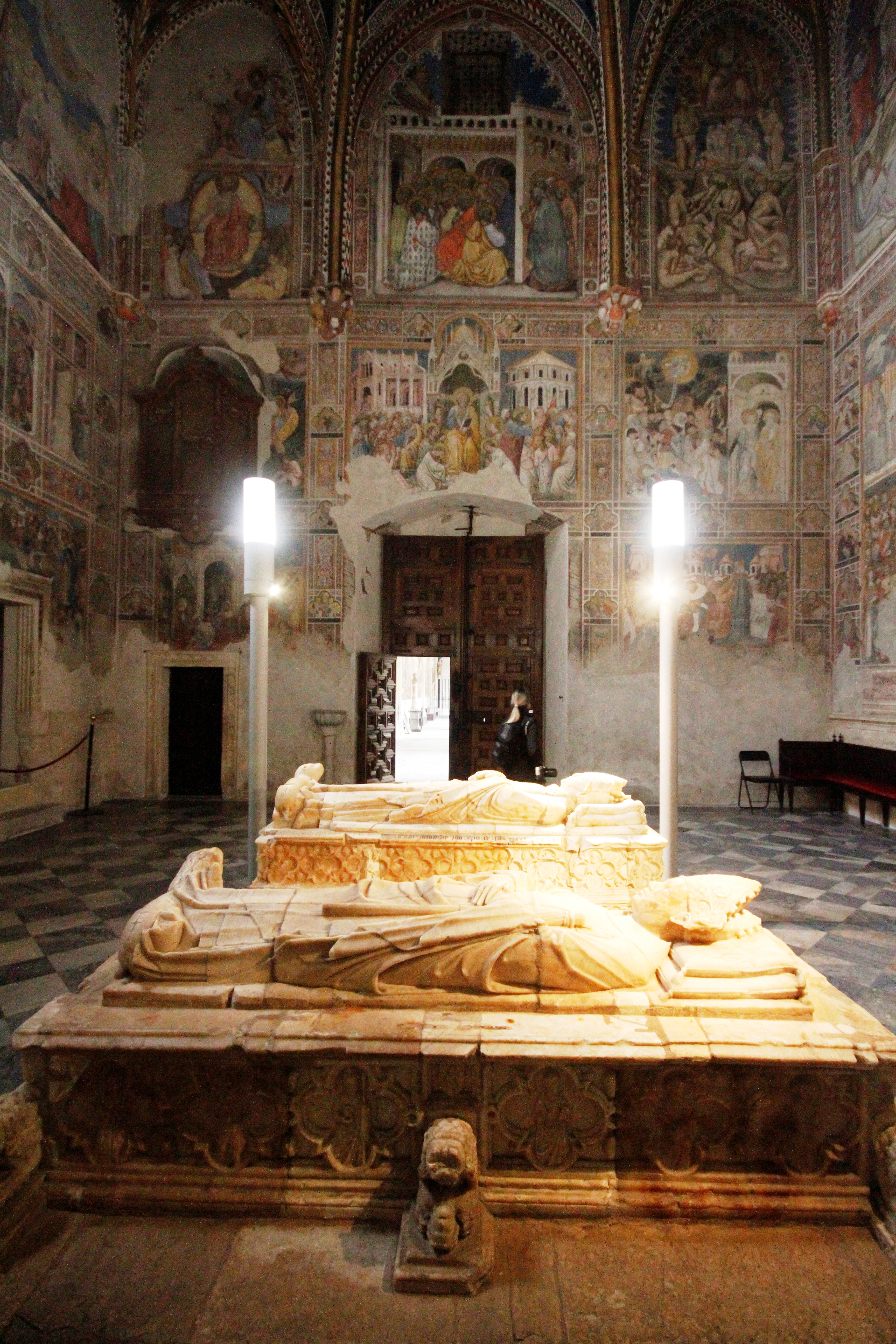
Vista general de la capella amb els dos sepulcres al centre

La capella consta d'una planta quadrangular de deu metres de costat, amb una volta d'onze metres d'alçada, els nervis de la qual la divideixen en vuit parts. Els murs estan construïts amb carreus de pedra i maó, completament coberts per pintures murals d'estil florentí, a excepció d'un sòcol de granit que envolta tot l'espai. Té un petit espai rectangular sobre el mur oriental que serveix de sagristia. L'obra va ser dirigida per l'arquitecte de la catedral Rodrigo Alfonso, que feia en aquell moment també les obres del claustre juntament amb el mestre Alvar Martínez i el seu taller.
S'hi accedeix per una portada gòtica amb arc apuntat i arquivoltes, adornada de fullatges, cresteria i rematada per un gerro sobre la clau de l'arc. Sobre l'arc, hi ha un grup escultòric de l'Anunciació amb la Verge Maria i l'arcàngel Gabriel. Les figures tenen una mida quasi idèntica del natural, i al centre el Pare Etern. L'Esperit Sant està representat en pintura.

La porta gran és de fusta de noguera des d'on es baixa a la capella sòbria, situada set metres per sota del nivell de carrer. A l'interior s'aprecia la volta octogonal d'onze metres d'alçada amb capitells profusament ornamentats amb figures de caps humans. La raó per la qual està situada a una cota tant per sota del carrer va ser la pesadesa de l'estructura que es copsava en anar acabant l'obra. L'arquebisbe Pedro Tenorio —que va viure fins pocs mesos després d'acabada l'obra— va ordenar que s'abaixés el nivell del paviment per evitar una imatge estètica que no li agradava.
| « | Que la dicha capilla que era baxa en ala e que congenia más afondarse porque commo deuía a respondiese el alta con el anchura por ende el dicho arçobispo mandó que fiziese afondar la dicha capilla tanto quanto el suelo por ende. | » |

Al centre de la sala hi ha dues sepultures de marbre blanc amb figures jacents, la de l'arquebisbe Pere Tenorio, i al seu costat el sepulcre de Vicente Arias Balboa bisbe de Plasència, el seu secretari i nebot, totes dues atribuïdes a l'escultor Ferrant González i datades prop de 1399. Els sarcòfags estan col·locats sobre figures de lleons i al voltant, als costats laterals es troben gravats sota arcs lobulats personatges de sants, una diferència que s'observa és que la sepultura corresponent a Pedro Tenorio es troba a una alçada del terra una mica superior que la del seu nebot.

## Iconografia de la Capella de San Blas

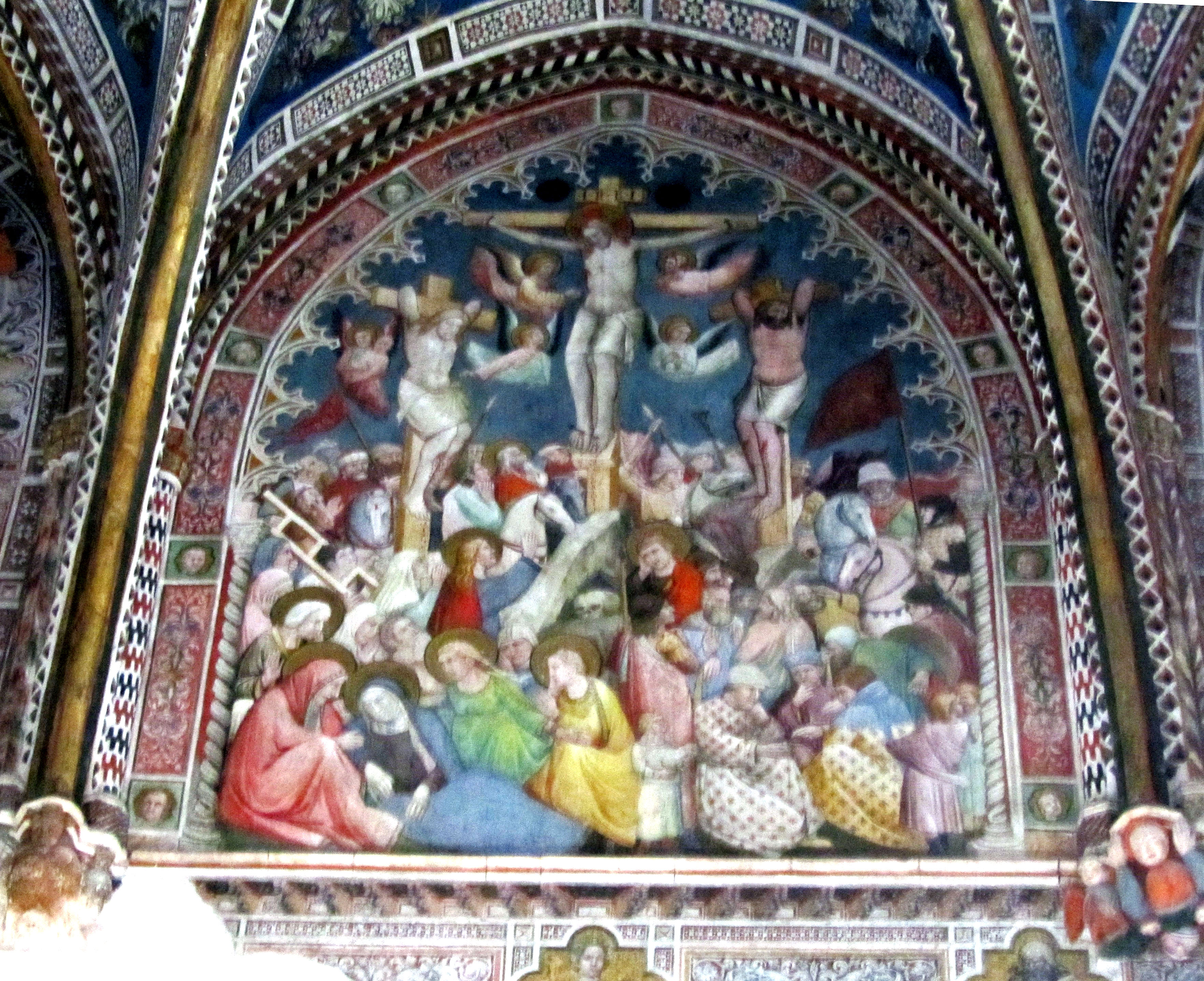
Crucifixió que presideix la capella

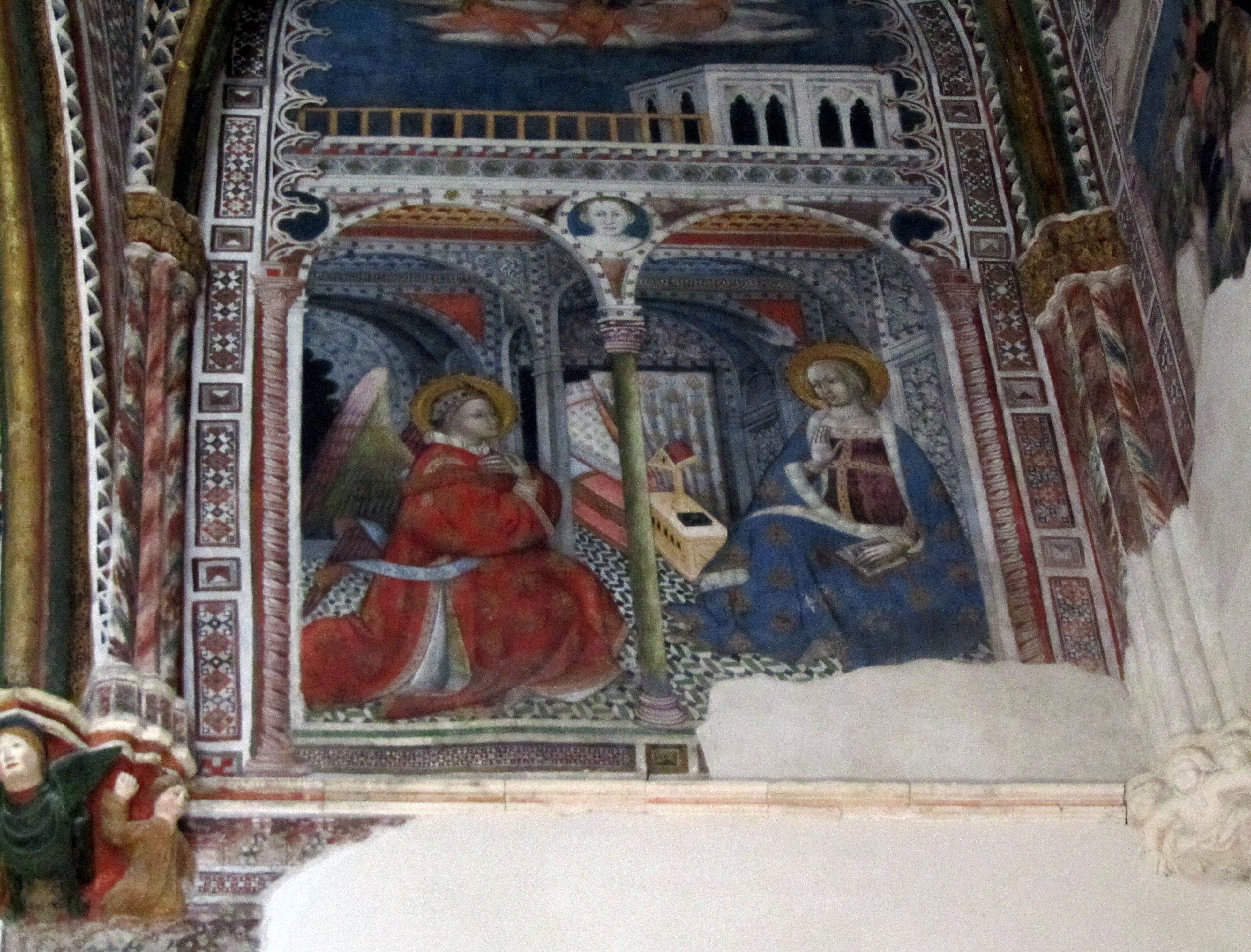
Anunciació altre dels frescs importants de la capella, després de la seva restauració.

L'autoria de les pintures de la capella és discutida. La primera referència a l'autor o autors prové d'Eugenio Narbona el 1624, que les va atribuir al mestre italià «Ioto Grec». Consta la presència força certa d'autors florentins com Gherardo Starnina i Colantonio.
En el cas de Starnina se sap de la seva presència a Toledo i a València, així com les coincidències amb altres obres en homenatge a sant Blai a Florència. Antonio Veneciano és recognoscible a la Crucifixió, pel seu destacat colorisme, però també és present la mà de Starnina, que s'assembla a la documentada obra del mateix autor a València, al retaule de Fra Bonifaci Ferrer. En qualsevol cas, la presència d'almenys tres mestres florentins és plenament acceptada.
Enfront de l'entrada de la capella hi ha la Crucifixió, basada molt probablement en l'obra d'Antonio Veneciano que es conserva al Museu nacional de San Matteo de Pisa, a Itàlia. Amb aquesta representació comença un cicle sobre el Credo en catorze escenes que ocupen la part superior de les parets des de la cornisa, i que pot seguir-se en el sentit de les agulles del rellotge, començant pel costat oest amb les imatges de sant Joan i sant Lluc llegint i escrivint els Evangelis. Així, es pot llegir en aquesta escena «In Principio Erat Verbum». Continua L'Anunciació que presideix la imatge de Déu omnipotent i pare, la Verge Maria a les seves cambres i l'arcàngel sant Gabriel. L'escena destaca per la profunditat i l'atenció preciosista al detall. Continuant amb el recorregut visual, a ambdós costats de l'esmentada Crucifixió a la cara nord es troba L'Adoració i Jesús davant de Caifàs al costat esquerre, i escenes del Sant Enterrament i el Descens de la Creu al dret. A la cara est, només és parcialment apreciable L'Ascensió, encara que l'escena completa incloïa els altres dos evangelistes, sant Marc i sant Mateu. Acaba el recorregut al mur sud amb Jesús assegut a la dreta de Déu Pare, escenes del Judici Final, la Pentecosta i la Resurrecció dels morts. Al final s'acaba on es va començar, a la cara oest, amb la Transfiguració al Mont Tabor.
Des de la cornisa fins a terra es troba una història del Judici Final al costat oest, històries de sants al costat nord (solament se'n conserva una de sant Antoni Abat força completa i alguna imatge de sant Blai), a la cara sud escenes de sant Pere curant malalts i una altra ocupant el que podria ser el tron papal, la Conversió de Sant Pau i la representació del martiri de tots dos sants: la Decapitació de Sant Pau i la Crucifixió de Sant Pere.

## Restauració
La posició de la capella —set metres sota el nivell del carrer— ha afavorit que al llarg dels anys la humitat l'hagi anat malmetent.
La primera restauració es va fer per aquest motiu l'any 1403, segons els arxius de la catedral quan es va empedrar un corral situat al costat de la capella i a canalitzar les aigües passant pel claustre fins a arribar al carrer.
Entre els segles xv i xvi, consta el repintat per diversos artistes, fins i tot es van realitzar tres retaules a la fi del segle xvi per col·locar a la paret oriental a fi d'ocultar les pèrdues de les pintures murals en aquesta secció. Tot això, unit a la falta de recursos econòmics va fer que el 3 de setembre de 1685 es tanqués aquesta capella i s'hi suspenguessin les activitats. Es va reobrir per mandat del cardenal Luis Manuel Fernández Portocarrero. Una altra restauració important es va realitzar el 1720, quan es van blanquejar i repicar completament els murs fins a la cornisa i es van repintar les pintures de la part superior. Aquesta feina es va encarregar al pintor Francisco Rodríguez de Toledo.
En una neteja realitzada l'any 1924 es va treure els emblanquinats inferiors, i alhora van aparèixer restes de les antigues pintures murals. Les successives intervencions de repintat i clausura de la capella durant anys, van fer desaparèixer moltes pintures.
La conservació de les obres pictòriques era molt deficient. Les de la part superior de la cornisa mantenien encara la frescor de l'època tot i ser deteriorades parcialment pels dos grans problemes que ha patit la capella: la humitat, problemàtic des de l'inici, i les restauracions inadequades. La part inferior era en pitjor estat, i moltes escenes havien desaparegut. A començament del segle xxi es va restaurar la capella segons les regles de l'art. Es van consolidar les pintures i les van tornar tot el colorit i esplendor original, a excepció d'alguns fragments que eren tot esborrats, i per tant, no es van poder recuperar.